# Lukas Grgic
Lukas Grgic (Wels, 17 agosto 1995) è un calciatore austriaco, centrocampista del Rapid Vienna.

## Carriera
Il 10 gennaio 2022 si accasa tra le file dell'Hajduk Spalato firmando un contratto valido fino all'estate del 2026.
Il 5 febbraio fa il suo debutto con i Bili partendo dal primo minuto nel match di campionato vinto in casa del HNK Gorica (0-4). Il 13 febbraio seguente trova la prima rete con il club spalatino nel match casalingo di campionato vinto contro il Slaven Belupo (3-1). Il 2 marzo fa il suo debutto in Coppa di Croazia partendo da titolare nella semifinale vinta 2-1 contro il HNK Gorica.
Il 4 agosto 2023 si trasferisce a titolo definitivo nel Rapid Vienna firmando un contratto valido fino all'estate 2026.

## Palmarès

### Club

#### Competizioni nazionali
- Erste Liga: 1

LASK: 2016-2017
- Coppa di Croazia: 2

Hajduk Spalato: 2021-2022, 2022-2023